# Národní onkologický ústav (Slovensko)
Národný onkologický ústav je specializovaná nemocnice na Slovensku v Bratislavě v místní části Kramáre. Podílí se na vědecko-výzkumné činnosti, výchově vědeckých pracovníků, klinickém výzkumu a spolupráci v této oblasti s dalšími zdravotnickými, akademickými a vědeckými institucemi na Slovensku a v zahraničí. Současným (rok 2017) generálním ředitelem nemocnice je MUDr. Jozef Valocký. Ústav sídlí v Klenové ulici č. 1.
Vznik ústavu podmínila vědecká a osvětová činnost v oblasti onkologie. Samostatná instituce vznikla 1. ledna 1966 pod názvem Onkologický ústav pro Slovensko, který se později pozměnil na Ústav klinické onkologie v Bratislavě. Současný název nese od 30. května 1990.